# Na zapadu ništa novo (album)
Na zapadu ništa novo je drugi oz. zadnji studijski album skupine Boomerang. Album je bil posnet maja 1981 na 32 kanalni analogni snemalni tehniki v studiu Music Park Studios, v Bad Homburgu, v Nemčiji in izdan leta 1982 pri sarajevski založbi Diskoton.

## Seznam skladb
| A stran | A stran                                                                    | A stran |
| Št.     | Naslov                                                                     | Dolžina |
| ------- | -------------------------------------------------------------------------- | ------- |
| 1.      | „Momci nema problema‟ (Zlati Klun/Z. Klun)                                 | 3:27    |
| 2.      | „Na zapadu ništa novo‟ (Goran Tavčar/Z. Klun, Jadran Ogrin, Dario Vatovac) | 4:10    |
| 3.      | „Izgubi se Marko‟ (G. Tavčar/Drago Mislej)                                 | 4:58    |
| 4.      | „Rokačo‟ (G. Tavčar/D. Mislej)                                             | 5:04    |

| B stran | B stran                                    | B stran |
| Št.     | Naslov                                     | Dolžina |
| ------- | ------------------------------------------ | ------- |
| 1.      | „Draga mama‟ (G. Tavčar/Z. Klun)           | 3:25    |
| 2.      | „Ekrem i sin‟ (G. Tavčar/D. Mislej)        | 4:00    |
| 3.      | „Parazol‟ (Z. Klun/Z. Klun)                | 3:08    |
| 4.      | „Naša mladost‟ (G. Tavčar/D. Mislej)       | 4:06    |
| 5.      | „Okreni me‟ (G. Tavčar/D. Mislej, Z. Klun) | 4:33    |

## Zasedba
- Zlati Klun – solo vokal
- Goran Tavčar – kitara
- Milan Čiro Lončina – klaviature
- Jadran Ogrin – bas kitara
- Dario Vatovec – bobni